# Zmuszanie do określonego zachowania
Zmuszanie do określonego zachowania – występek polegający na stosowaniu przemocy wobec osoby lub groźby bezprawnej w celu zmuszenia innej osoby do działania, zaniechania lub znoszenia.
Przemoc wobec osoby to działanie fizyczne bezpośrednio skierowane wobec pokrzywdzonego albo innej osoby (najczęściej takiej, z którą pokrzywdzonego łączy związek uczuciowy, np. dziecka).
Przestępstwo zostaje dokonane z chwilą zastosowania przez sprawcę przemocy wobec osoby lub groźby bezprawnej. Skutek w postaci podjęcia określonych czynności przez pozostającego pod wpływem przymusu pokrzywdzonego nie należy do znamion przestępstwa i nie ma znaczenia dla jego zaistnienia.
Tej samej karze podlega, kto w celu zmuszenia innej osoby do działania, zaniechania lub znoszenia stosuje przemoc innego rodzaju uporczywie lub w sposób istotnie utrudniający innej osobie korzystanie z zajmowanego lokalu mieszkalnego.
Sprawca realizuje typ kwalifikowany przestępstwa zmuszania, jeśli działa w celu wymuszenia zwrotu wierzytelności obiektywnie istniejącej w myśl stosownych przepisów prawa cywilnego. Osoba, która w sposób przestępny domaga się zwrotu wierzytelności nieistniejącej nie popełnia przestępstwa zmuszania. Jej zachowanie stanowi bowiem realizację znamion surowiej karanego występku wymuszenia rozbójniczego. Odmienne stanowisko zajmuje Sąd Najwyższy, który uważa, że dla przypisania typu kwalifikowanego zmuszania wystarcza, że sprawca działa w subiektywnym przekonaniu (także błędnym), ze wymusza zwrot istniejącej wierzytelności.
Przestępstwo obejmuje także zmuszanie do podjęcia czynności religijnej lub udziału obrzędzie religijnym oraz zmuszanie do powstrzymania się od nich, co w obecnym kodeksie nie stanowi odrębnego przestępstwa. Było ono przewidziane w art. 196 kodeksu karnego z 1969. Kodeks ten przewidywał za nie karę pozbawienia wolności do 5 lat.